# Just Say Yes (film)
Just Say Yes is een Nederlandse romantische komedie uit 2021 onder regie van Aram van de Rest en Appie Boudellah. De film, met in de hoofdrollen Yolanthe Cabau, Jim Bakkum en Noortje Herlaar, werd op 2 april 2021 uitgebracht op Netflix.

## Verhaal
De 33-jarige Lotte werkt als producent voor de tv-zender Regio Fun in de A'DAM Toren waar haar vriend Alex zijn eigen talkshow heeft. Lotte heeft al vijf jaar lang een relatie met hem en, romantisch als ze is, hoopt al tijdenlang vergeefs op een huwelijksaanzoek. De tv-studio kampt al enige tijd met slechte kijkcijfers en Lotte werkt hard aan een pitch voor een nieuw programma dat een kijkcijferkanon zou moeten worden. De hoofdredacteur Fritz heeft Chris ingehuurd als creatief en vooral commercieel brein om de zender te redden.
Lotte is verre van enthousiast over de vele commerciële ideeën van Chris. Ondertussen strijkt Alex met de eer voor Lotte's pitch en eindigt kort daarna live op televisie de relatie met haar. Omdat ze bij hem inwoonde, is ze genoodzaakt op zoek te gaan naar nieuw onderdak. Ze trekt in bij haar zus Estelle; ooit was zij Lotte's steun en toeverlaat, maar Lotte kan al jarenlang niet meer op haar rekenen. Estelle is een succesvolle maar ook oppervlakkige en narcistische influencer. Estelle verlooft zich met Lotte's baas John en vraagt Lotte en vriendin Kim om de organisatie van de bruiloft op zich te nemen. Hoewel Lotte niet blij is dat Estelle ervandoor is gegaan met haar baas en ook de bruiloft voorbereidt waar Lotte al jarenlang naar verlangt, neemt ze de rol op zich.
Tijdens de opnamen van een tv-programma dat Lotte produceert, blijkt de presentator Beau lastminute nergens te bekennen te zijn en stapt Lotte op aandringen van Chris in als presentatrice. Ze blijkt een natuurtalent te zijn en de kijkcijfers schieten omhoog. Lotte heeft weinig interesse in een loopbaan als presentatrice, maar Chris ziet een mogelijk kijkcijferkanon in Lotte en sluit een deal met haar: hij helpt haar om Alex terug te winnen, op voorwaarde dat ze programma's voor hem blijft presenteren. Onderdeel hiervan is een makeover, waarna Lotte plotseling flink veel aandacht krijgt.
Langzamerhand groeien Lotte en Chris steeds dichter naar elkaar toe. Met de carrière van Alex gaat het ondertussen steeds slechter; zijn tv-programma wordt zelfs gecanceld. Wanhopig vraagt hij Lotte ten huwelijk. Zij is overrompeld en keurt hem af, maar geeft de relatie wel een tweede kans. Op de avond voor Estelle's bruiloft komt Lotte tot de ontdekking dat Alex een affaire heeft met Kim en dat Estelle hiervan af weet. Lotte confronteert haar zus op de bruiloft; de confrontatie leidt ertoe dat de bruiloft wordt afgelast. Uiteindelijk begraven Lotte en Estelle de strijdbijl en stapt Estelle alsnog in het huwelijksbootje met John. Chris maakt een gastverschijning op de bruiloft en zoent met Lotte.

## Rolverdeling
- Yolanthe Cabau als Lotte, producer voor tv-zender Regio Fun
- Jim Bakkum als Chris, commercieel producer
- Noortje Herlaar als Estelle, Lotte's zus en influencer
- Juvat Westendorp als Alex, presentator en vriend van Lotte
- Edwin Jonker als John, de grote baas van de tv-studio
- Nienke Plas als Pam, Lotte's goede vriendin, een happy single
- Pip Pellens als Kim, Estelle's beste vriendin
- Kim-Lian van der Meij als Guusje, Lotte's goede vriendin, verveelde huisvrouw
- Tino Martin als Dirk, Guusje's man
- Huub Smit als Fritz, de excentrieke en commerciële hoofdredacteur van Regio Fun
- Josylvio als Bilal
- Winston Post als Beau, presentator
- Lisa Michels als Robin
- Nina Warink als Mandy, de nieuwe sexy verslaggeefster
- Patricia Paay als moeder Didi
- Dave Roelvink als kapitein Daan
- Nicky Romero als Nicky Romero
- Taeke Taekema als Taeke Taekema
- Nick Golterman als fitnessinstructeur

## Ontvangst
Aanvankelijk zou de film in de bioscoop worden uitgebracht, maar vanwege de aanhoudende coronapandemie en sluitingen van de bioscopen, werd de film uiteindelijk in april direct op Netflix uitgebracht.
De film kreeg overweldigend slechte kritieken van de Nederlandse pers. Recensent van het Algemeen Dagblad gaf de film 1 uit 5 sterren: "In het gênant tuttige Just Say Yes, ook een belediging voor iedereen die best kan genieten van een ‘romkom’ met de diepgang van een velletje wc-papier, is de tijd stil blijven staan. [..] Yolanthe Cabau mist, hoe hard het ook klinkt, een natuurlijk charisma."
Criticus van Veronica Superguide noemde de film een "liefdeloos misbaksel": "Een romcom hoeft geen meesterwerk te zijn. Het moet gewoon fijn wegkijken. Dat doet Just Say Yes niet. Je irriteert je al heel snel aan de personages, er is niks om te lachen en het onlogische verhaal werkt op de zenuwen. De makers hebben duidelijk geen idee hoe een goede romantische comedy in elkaar steekt en wilden met dit liefdeloze misbaksel profiteren van een succesvol genre."
Ondanks de slechte kritieken werd de film een succes voor Netflix: de film stond in de eerste week na de release wereldwijd in de top 10 van de meest bekeken films op de streamingwebsite.